# 요크 대주교

요크 대주교(Archbishop of York)는 캔터베리 대주교에 이어 잉글랜드 국교회의 수석 주교다. 대주교는 요크 교구의 교구장 주교이자 영국 북부(트렌트강 북부)와 맨 섬을 관할하는 요크 지방의 대주교이다.
주교좌는 요크 중심부의 요크 민스터에 있으며 공식 거주지는 요크 외곽의 비숍소프 마을에 있는 비숍소프 궁전이다. 현재 대주교는 2020년 7월 9일 선출이 확정된 이후 스티븐 코트렐(Stephen Cottrell)이다.